# Apache MXNet
Apache MXNet — фреймворк машинного обучения с открытым исходным кодом, используемый для обучения и развертывания сетей глубокого обучения. Он масштабируем, что позволяет проводить быстрое обучение модели, а также поддерживает гибкие модели программирования и множественные языки программирования (включая C++, Python, Java, Julia, MATLAB, JavaScript, Go, R, Scala, Perl, и Wolfram). Библиотека MXNet портируема и может масштабироваться с использованием множества графических процессоров, а также с использованием множества компьютеров. MXNet был разработан совместно с Карлосом Гестрином в Университете Вашингтона (вместе с GraphLab).

## Функциональные возможности
Apache MXNet — масштабируемый фреймворк, предназначенный для глубокого обучения и поддерживающий различные модели, в том числе, такие как: Свёрточные нейронные сети (CNNs) и сети долгой краткосрочной памяти (LSTMs).

### Масштабируемость
MXNet может быть распространен на динамической облачной инфраструктуре с использованием распределенного сервера параметров (на основе исследований Университета Карнеги-Меллона и компаний Baidu и Google ). При использовании нескольких GPU или СPU фреймворк приближается к линейному масштабированию.

### Настраиваемость
MXNet поддерживает как императивное, так и символьное программирование. Фреймворк позволяет разработчикам производить отслеживание, отлаживание, сохранение контрольных точек, изменение гиперпараметров, а также выполнение ранней остановки.

### Поддержка языков программирования
MXNet поддерживает Python, R, Scala, Clojure, Julia, Perl, MATLAB и JavaScript для фронтенд разработки и C++ для бэкенд оптимизации.

### Переносимость
MXNet поддерживает эффективное развертывание обученной модели для использования на недорогих устройствах, таких как мобильные устройства (с использованием Amalgamation), устройства класса интернет вещей (с использованием AWS Greengrass), бессерверные вычисления (с использованием AWS Lambda) или контейнеров. Эти не высокопроизводительные среды могут иметь или не мощный центральный процессор или ограниченную оперативную память (RAM) и должны иметь возможность использовать модели, которые были обучены с использованием более высокопроизводительных сред (например, кластеров, основанных на графических процессорах).

### Облачная поддержка
MXNet поддерживается поставщиками публичных облачных вычислений, в число которых входит Amazon Web Services (AWS) и Microsoft Azure. Компания Amazon выбрала MXNet в качестве основного фреймворка глубоко обучения на AWS. На сегодняшний день MXNet поддерживается Intel, Baidu, Microsoft, Wolfram Research, а также исследовательскими институтами такими, как Университет Карнеги — Меллона, Массачусетский технологический институт, Вашингтонский университет и Гонконгский университет науки и технологии.